# Shajianzi Zhen
Shajianzi Zhen (kinesiska: 沙尖子镇, 沙尖子) är en köping i Kina. Den ligger i provinsen Liaoning, i den nordöstra delen av landet, omkring 190 kilometer sydost om provinshuvudstaden Shenyang. Antalet invånare är 17058. Befolkningen består av 8 229 kvinnor och 8 829 män. Barn under 15 år utgör 10,0 %, vuxna 15-64 år 80 %, och äldre över 65 år 9,0 %.
Genomsnittlig årsnederbörd är 1 473 millimeter. Den regnigaste månaden är juli, med i genomsnitt 566 mm nederbörd, och den torraste är januari, med 11 mm nederbörd.